# Poznań Maraton
Poznań Maraton im. Macieja Frankiewicza – uliczny bieg maratoński, organizowany w październiku w Poznaniu przez Poznańskie Ośrodki Sportu i Rekreacji. Od 2000 do 2011 r. włącznie był największym biegiem maratońskim w Polsce i jest jednym z większych w Europie Środkowej. Według rankingu Stowarzyszenia Statystyków Biegów Ulicznych (ARRS) 12. edycja poznańskiej imprezy była 71. z największych maratonów w 2011 (dla porównania bieg warszawski uplasowano na 86. miejscu, krakowski na 100., a wrocławski na 109., przy największym – nowojorskim z 46 759 uczestnikami).
W maratonie biorą też udział politycy, tacy jak prezydent Poznania Ryszard Grobelny (biegnie z numerem 1), zastępca prezydenta miasta Mirosław Kruszyński, czy posłanka Iwona Guzowska.

## Historia i teren
Pierwszy maraton w Poznaniu rozegrano 8 października 2000 pod nazwą Hansaplast Poznań Maraton, a sponsorem przez trzy lata (do 2003) była firma Nivea Polska, czyli Beiersdorf-Lechia. W 2003 maraton stał się miejską imprezą sportową i zyskał nazwę Poznań Maraton. Od 2010 maraton nosi imię zmarłego zastępcy prezydenta Poznania Macieja Frankiewicza, pomysłodawcy poznańskiego maratonu i uczestnika wszystkich dziewięciu edycji biegu do czasu jego tragicznej śmierci w dniu 16 czerwca 2009.
Dyrektorem założycielem biegu i dyrektorem kolejnych jedenastu edycji (2000 - 2010) był dyrektor POSiR, maratończyk Janusz Rajewski.
Bieg rozgrywany był w okolicach Jeziora Maltańskiego i przebiegał przez tereny Malty, Berdychowa oraz Komandorii. Składał się z dwóch rund. Od 2012 roku biegacze biegną nową trasą, w formie jednokrotnej pętli.
Testy antydopingowe przeprowadzone u zwycięzcy z 2012 roku – Kenijczyka Edwina Kosgei Yatora (zwyciężył z czasem 2:16:16) wykazały obecność niedozwolonych środków i dlatego jego wynik z Poznania został anulowany.
W ramach maratonu organizowane są również Mistrzostwa Polski Architektów, Mistrzostwa Polski Drużyny Szpiku, Mistrzostwa Lekarzy, Akademickie Mistrzostwa Polski, Bieg ewangelizacyjny osób duchownych, Mistrzostwa Polski Informatyków, Mistrzostwa Polski w maratonie osób niewidomych i słabowidzących, Bieg Maratoński o Puchar Wielkopolskiego Komendanta Policji w Poznaniu i Mistrzostwa Klubu Biegacza „Maniac”.

## Rekordy
- Mężczyźni: 2:09:57 h, Petro Mamu Shaku ( Erytrea), 2023
- Kobiety: 2:27:01 h, Caroline Kilel ( Kenia), 2022

## Zwycięzcy
| Data                      | Mężczyźni                                  | Kraj                                       | Czas                                       | Kobiety                                    | Kraj                                       | Czas                                       |
| ------------------------- | ------------------------------------------ | ------------------------------------------ | ------------------------------------------ | ------------------------------------------ | ------------------------------------------ | ------------------------------------------ |
| 13 października 2024(dts) | Mohamed Chaaboud                           | Maroko                                     | 2:10:42                                    | Celestine Temko Kwachuwai                  | Kenia                                      | 2:31:40                                    |
| 22 października 2023(dts) | Petro Mamu Shaku                           | Erytrea                                    | 2:09:57                                    | Tseginesh Mekonnin Legesse                 | Etiopia                                    | 2:27:28                                    |
| 16 października 2022(dts) | Bazu Hayla                                 | Etiopia                                    | 2:11:27                                    | Caroline Kilel                             | Kenia                                      | 2:27:01                                    |
| 2021                      | Zawody odwołane z powodu pandemii COVID-19 | Zawody odwołane z powodu pandemii COVID-19 | Zawody odwołane z powodu pandemii COVID-19 | Zawody odwołane z powodu pandemii COVID-19 | Zawody odwołane z powodu pandemii COVID-19 | Zawody odwołane z powodu pandemii COVID-19 |
| 2020                      | Zawody odwołane z powodu pandemii COVID-19 | Zawody odwołane z powodu pandemii COVID-19 | Zawody odwołane z powodu pandemii COVID-19 | Zawody odwołane z powodu pandemii COVID-19 | Zawody odwołane z powodu pandemii COVID-19 | Zawody odwołane z powodu pandemii COVID-19 |
| 20 października 2019(dts) | Cosmas Mutuku Kyeva                        | Kenia                                      | 2:12:05                                    | Monika Stefanowicz                         | Polska                                     | 2:37:42                                    |
| 14 października 2018(dts) | Cosmas Mutuku Kyeva                        | Kenia                                      | 2:11:45                                    | Tesfanesh Merga Denbi                      | Etiopia                                    | 2:32:31                                    |
| 15 października 2017(dts) | Mykola Iukhymchuk                          | Ukraina                                    | 2:14:30                                    | Haruna Takada                              | Japonia                                    | 2:40:49                                    |
| 9 października 2016(dts)  | Terer Dickson                              | Kenia                                      | 2:16:58                                    | Agnieszka Gortel-Maciuk                    | Polska                                     | 2:35:39                                    |
| 11 października 2015(dts) | Emil Dobrowolski                           | Polska                                     | 2:13:50                                    | Irene Makori Chepkirui                     | Kenia                                      | 2:32:48                                    |
| 12 października 2014(dts) | Kiprotich Kirui                            | Kenia                                      | 2:13:28                                    | Irene Makori Chepkirui                     | Kenia                                      | 2:31:55                                    |
| 13 października 2013(dts) | David Kiptui Tarus                         | Kenia                                      | 2:13:08                                    | Maryna Damancewicz                         | Białoruś                                   | 2:36:02                                    |
| 14 października 2012(dts) | Edwin Kirui                                | Kenia                                      | 2:17:38                                    | Swiatłana Kouhan                           | Białoruś                                   | 2:35:08                                    |
| 16 października 2011(dts) | Cosmas Kyeva                               | Kenia                                      | 2:11:53                                    | Arleta Meloch                              | Polska                                     | 2:39:12                                    |
| 10 października 2010(dts) | Isaack Waweru Macharia                     | Kenia                                      | 2:16:27                                    | Maryna Damancewicz                         | Białoruś                                   | 2:36:30                                    |
| 11 października 2009(dts) | Samson Kimeli Chebii                       | Kenia                                      | 2:19:14                                    | Agnieszka Gortel                           | Polska                                     | 2:37:08                                    |
| 12 października 2008(dts) | Matthew Kibowen Kosgei                     | Kenia                                      | 2:13:45                                    | Arleta Meloch                              | Polska                                     | 2:38:22                                    |
| 14 października 2007(dts) | Paul Tangus                                | Kenia                                      | 2:16:24                                    | Ewa Brych-Pająk                            | Polska                                     | 2:39:59                                    |
| 15 października 2006(dts) | Jan Białk                                  | Polska                                     | 2:16:21                                    | Anżelika Awerkowa                          | Ukraina                                    | 2:37:07                                    |
| 16 października 2005(dts) | Leszek Bebło                               | Polska                                     | 2:17:07                                    | Natalja Krawiec-Kulesz                     | Białoruś                                   | 2:40:47                                    |
| 10 października 2004(dts) | Mychajło Iweruk                            | Ukraina                                    | 2:17:55                                    | Arleta Meloch                              | Polska                                     | 2:41:19                                    |
| 5 października 2003(dts)  | Andrzej Krzyścin                           | Polska                                     | 2:17:57                                    | Krystyna Kuta                              | Polska                                     | 2:38:13                                    |
| 6 października 2002(dts)  | Joseph Kibor                               | Kenia                                      | 2:16:36                                    | Wioletta Uryga                             | Polska                                     | 2:35:28                                    |
| 14 października 2001(dts) | Waldemar Glinka                            | Polska                                     | 2:15:38                                    | Aniela Nikiel                              | Polska                                     | 2:43:59                                    |
| 15 października 2000(dts) | Andrzej Krzyścin                           | Polska                                     | 2:17:23                                    | Dorota Gruca                               | Polska                                     | 2:37:22                                    |

## Ukończyli
| Rok  | Ogółem | W tym kobiety |
| ---- | ------ | ------------- |
| 2022 | 3329   | 576           |
| 2019 | 6072   | 1134          |
| 2018 | 4885   | 811           |
| 2017 | 6362   | 1108          |
| 2016 | 5888   | 953           |
| 2015 | 6251   | 976           |
| 2014 | 6326   | 901           |
| 2013 | 5678   | 685           |
| 2012 | 5425   | 576           |
| 2011 | 4630   | 471           |
| 2010 | 3873   | 373           |
| 2009 | 4018   | 323           |
| 2008 | 2640   | 172           |
| 2007 | 2327   | 147           |
| 2006 | 2211   | 136           |
| 2005 | 2061   | 126           |
| 2004 | 1974   | 114           |
| 2003 | 1504   | 80            |
| 2002 | 1011   | 56            |
| 2001 | 778    | 34            |
| 2000 | 763    | 26            |

## Wyróżnienia
11. Poznań Maraton otrzymał certyfikat Złoty Bieg, przyznawany przez MaratonyPolskie.pl. Portal ten przyznał biegowi także certyfikat Filipidesy 2010 w kategorii Formuła Biegowa Roku 2010.